# Hymedesmia storea
Hymedesmia storea är en svampdjursart som beskrevs av William Lundbeck 1910. Hymedesmia storea ingår i släktet Hymedesmia och familjen Hymedesmiidae. Inga underarter finns listade i Catalogue of Life.